# Mirabello Sannitico
Mirabello Sannitico – miejscowość i gmina we Włoszech, w regionie Molise, w prowincji Campobasso.
Według danych na rok 2004 gminę zamieszkiwało 1811 osób, 86,2 os./km².